# Cacilda Becker
Cacilda Becker Iaconis (Pirassununga, 6 de abril de 1921-São Paulo, 14 de junio de 1969) fue una actriz brasileña.

## Biografía
Cacilda Becker era nieta de inmigrantes italianos por parte de su padre y alemanes por parte de su madre. Tenía solo nueve años cuando sus padres se divorciaron y su madre se vio obligada a criar sola a sus tres hijas, una de ellas también actriz, Cleyde Yáconis. Por ello, se instalaron en la ciudad de Santos, donde Becker, aún joven, concurría a los círculos bohemios y más vanguardistas, ya que, al ser hija de padres pobres y separados, no podía entablar amistad con gente de la alta sociedad . Aun así logró estudiar ballet y trabajó en una empresa de seguros.
A los veinte años fue a Río de Janeiro dispuesta a iniciar la carrera de actriz. En 1941, en la compañía de Raul Roulien, comenzó a afirmarse en la carrera de actriz, con Raúl y Laura Suárez, interpretó en Trio em Lá Menor, de Raimundo Magalhães Júnior. Antes de eso, formó parte del elenco del "Teatro do Estudante", participando del montaje teatral de Hamlet, dirigida por Paschoal Carlos Magno.
Regresó a São Paulo en 1943, donde hizo radioteatro y se incorporó al Grupo Universitário de Teatro (GUT), fundado por Décio de Almeida Prado. En GUT participó en tres montajes: Auto da Barca do Inferno, de Gil Vicente ; Irmãos das Almas, de Martins Pena y Pequeno Serviço em Casa de Casal, de Mário Neme. Regresó a Río para trabajar con "Os Comediantes", el grupo responsable de una verdadera revolución en el panorama teatral brasileño; con ellos y dirigida por Zbigniew Ziembinski, participó en el reensamblaje de la obra de teatro escrita por Nelson Rodrigues "O Vestido de Noiva", en 1946, en el papel de Lúcia, junto a Olga Navarro y Maria Della Costa.
Becker enseñó actuación en la Escuela de Arte Dramático de São Paulo y se unió al Teatro Brasileño de Comedia como la primera actriz contratada profesionalmente. Esto fue posible porque Nydia Lícia rechazó un papel en la obra "Mulher do Next", de Abílio Pereira de Almeida, producida por TBC. Becker, quien la reemplazó, exigió que la contrataran como profesional, poniendo fin al viejo prejuicio de que un artista serio debe ser aficionado. Participante de TBC, Becker vio al industrial Franco Zampari contratar a Ziembinski para ser actor y director de la compañía de teatro. Zampari dio un nuevo ritmo a la compañía, realizando de cuatro a cinco producciones al año y contratando directores extranjeros que contribuyeron decisivamente a elevar el nivel técnico y artístico del teatro paulista. Actuando en casi todos los montajes de la época, Cacilda Becker estuvo en Nick Bar, de William Saroyan, en Antígona, textos de Sófocles y Jean Anouilh, en La dama de las camelias, de Alexandre Dumas, y en La gata sobre el tejado de zinc, de Tennessee Williams.
El Teatro Brasileño de Comedia entró en decadencia a partir de 1955, cuando los directores italianos regresaron a Europa, mientras los actores más famosos fundaron sus propias compañías de teatro. A partir de esto, Becker y Walmor Chagas alquilaron el teatro a la Federación Paulista de Fútbol e inauguraron el Teatro Cacilda Becker en ese espacio; y junto a Ziembinski y su hermana Cleyde Yáconis que también había comenzado su carrera en TBC y se había consolidado como actriz debutó con "O Santo ea Porca", de Ariano Suassuna. Allí también puso en escena el texto deEdward Albee, ¿Quién teme a Virginia Woolf?, considerada una de las mejores interpretaciones de la carrera de Cacilda Backer. 
En 1968, Becker suspendió las actividades de su compañía teatral para presidir la Comisión Estatal de Teatro, en São Paulo; cargo en el que buscaba ser la mediadora entre la clase teatral y el gobierno, lo que le valió muchos conflictos con la dictadura militar entonces vigente en el país. Un año después, en 1969, regresó al teatro aceptando el desafío de representar, bajo la dirección de Flavio Rangel, al vagabundo Estragón de Esperando a Godot. Su presencia en escena, junto a Walmor Chagas y su hijo Luís Carlos Martins, quien debutó en el teatro, fue citada como uno de los hechos importantes de la temporada teatral de ese año. Fue Becker quien inauguró el Teatro Municipal de São Carlos con la obra Esperando a Godot, a principios de 1969.
Becker tuvo tres maridos, el último fue Walmor Chagas, con quien adoptó a su única hija, María Clara Becker Chagas, nacida en 1964. Durante la presentación del espectáculo "Esperando Godot", que representó con Walmor, en la capital paulista, el 6 de mayo de 1969, Becker sufrió un derrame cerebral y, al no regresar para el segundo acto, fue trasladada al hospital.
En 30 años de carrera, ha protagonizado 68 obras, en Río de Janeiro y São Paulo; realizó tres películas: Luz dos Meus Olhos en 1947, Caiçara, en 1950 y Floradas na Serra, en 1954); y una telenovela (Ciúmes, en 1966), en TV Tupi ; además de otras apariciones en obras de televisión.

## Homenajes
Cacilda Becker ha sido retratada como personaje de cine y televisión, interpretada por Camila Morgado en la miniserie "Um Só Coração" (2004) y Ada Chaseliov en la película "Brasília 18%" (2006).
También fue homenajeada en la obra Cacilda!, escrito por José Celso Martinez Corrêa. Cacilda Becker fue interpretada por Bete Coelho, más tarde por Leona Cavalli. En 2009 fue honrada nuevamente por la Associação Teatro Oficina Uzyna Uzona en la obra Cacilda !!, interpretada por Anna Guilhermina.
Cacilda Becker da nombre a tres teatros: uno ubicado en el barrio de Vila Romana, en la ciudad de São Paulo ; otro ubicado en el barrio de Catete, en la ciudad de Río de Janeiro, y uno en su ciudad natal, Pirassununga, São Paulo. Existen dos plazas que llevan su nombre en su honor: una ubicada en el barrio de Urca, en la ciudad de Río de Janeiro, y otra ubicada en el barrio de Centerville, en la ciudad de Santo André.

## Filmografía

### Teatro
- Esperando Godot, de Samuel Beckett (1969) - Estragon
- Isso Devia Ser Proibido, de Walmor Chagas e Bráulio Pedroso (1967) - Ela
- Quem Tem Medo de Virgínia Woolf, de Edward Albee (1965) - Marta. Prêmio Moliére de Melhor Atriz.
- A Noite do Iguana, de Tennessee Williams (1964) - Anna Jelkes
- A Visita da Velha Senhora, de Friedrich Durrenmatt (1962) - Karla Zachanassian
- ...Em Moeda Corrente no País, de Abílio Pereira de Almeida (1960) - Florípedes
- Longa Jornada Noite Adentro, de Eugene O'Neill (1958) - Mary Tyrone
- Gata em Teto de Zinco Quente, de Tennessee Williams (1956) - Maggie Pollit, a Gata
- Maria Stuart, de Friedrich Schiller (1955) - Maria Stuart
- Antígona, de Sófocles e Jean Anouilh (1952) - Antígona
- A Dama das Camélias, de Alexandre Dumas Filho (1951) - Margarida Gauthier
- Seis Personagens à Procura de Um Autor, de Luigi Pirandello (1951) - A Enteada
- Pega-Fogo, de Jules Renard (1950) - Pega Fogo
- O Anjo de Pedra, de Tennessee Williams (1950) - Alma Winemiller
- Os Filhos de Eduardo, de Marc Gilbert Sauvajon (1950) - Denise
- Entre Quatro Paredes, de Jean Paul Sartre (1950) - Inês
- Arsênico e Alfazema, de Joseph Kesselring (1949) - Abby
- Saroyan, William (1949), Nick Bar, Álcool, Brinquedos e Diversões. — Kitty Duval[9]
- Miranda, Edgard da Rocha (1947), Não Sou Eu.... — Mônica Fillimore
- Rodrigues, Nelson (1947), Vestido de Noiva. — Lúcia
- Vicente, Gil (1945), A Farsa de Inês Pereira e do Escudeiro. — Inês Pereira
- Vicente, Gil (1943), O Auto da Barca do Inferno. — Brízida Vaz

### Cine

Cacilda Becker, Fredi, Walmor y Ziembinski, en la obra "Viaje de un largo día a la noche", de 1958.

| 1954 | Floradas en la Sierra | Lucília |
| 1950 | Caiçara               | (voz)   |
| 1947 | Luz de mis Ojos       | Susana  |

### Televisión
| 1968 | Casa de Muñeca                  | .              |
| 1968 | Teleteatro Band: Inês de Castro | Inês de Castro |
| 1966 | Ciúme                           | Augusta        |